# Знакови (филм)
Знакови је  српски ТВ филм из 1995. године. Сценарио и продукцију за филм је радио Петар Зец, који је адаптирао истоимену причу Иве Андрића.

## Кратак садржај
Професор математике (Петар Краљ) се исповеда познатом писцу Иви Андрићу, кога игра Тихомир Станић. Психолошка драма професора почиње када једној дами подигне пакетић. У њеној захвалности професор види дискретан љубавни знак.

## Улоге
| Глумац             | Улога               |
| ------------------ | ------------------- |
| Петар Краљ         | професор математике |
| Јадранка Јовановић | примадона опере     |
| Тихомир Станић     | Иво Андрић          |
| Ана Софреновић     |                     |
| Владан Гајовић     |                     |
| Ружица Сокић       | Кармен              |
| Мића Томић         |                     |
| Радмила Савићевић  | Драгојла            |
| Бранислав Јеринић  | портир у позоришту  |
| Предраг Лаковић    | конобар             |

Остале улоге  ▼
| Глумац                  | Улога              |
| ----------------------- | ------------------ |
| Љубомир Ћипранић        | болничар           |
| Јелена Чолак            |                    |
| Далибор Делибашић       |                    |
| Владимир Јевтовић       |                    |
| Боривоје Кандић         |                    |
| Небојша Кундачина       |                    |
| Наташа Лучанин          |                    |
| Александар Матић        |                    |
| Јелена Мила             |                    |
| Живојин Миленковић      | баштован Петроније |
| Михајло Бата Паскаљевић |                    |
| Божидар Павићевић       |                    |
| Бранко Петковић         |                    |
| Славољуб Плавшић Звонце |                    |
| Саво Радовић            | болничар           |
| Душан Тадић             | поштар             |
| Јанош Тот               |                    |
| Боривоје Везмар         |                    |
| Јелена Зец              |                    |
| Милица Зец              |                    |
| Владан Живковић         |                    |